# Torsås församling
Torsås församling är en församling i Torsås pastorat i Stranda-Möre kontrakt i Växjö stift inom Svenska kyrkan och ligger i Torsås kommun. 
Församlingens kyrkobyggnader är Torsås kyrka, en stenkyrka uppförd på 1200-talet och Strömsbergs kapell, ett träkapell uppfört 1918. 56°24′18″N 15°50′02″Ö / 56.4049°N 15.8339°Ö.
Strömsbergs kapell är numera avsakraliserat och 2018 sålt till en privatperson.

## Administrativ historik
Församlingen har medeltida ursprung med en kyrka från 1200-talet. 
Församlingen bildade eget pastorat mellan 1 maj 1921 och 1972, och bildade ett gemensamt med Gullabo församling före och efter dess. Från 2014 ingår även Söderåkra församling i pastoratet.

## Series pastorum
| Ämbetstid              | Namn                                            | Levnadstid             |
| (1523)                 | Olof                                            |                        |
| (1525)                 | Eschillus Petri                                 |                        |
| (1543)–(1565)          | Olaus Nicolai                                   |                        |
| 1566–1604              | Sveno Nicolai                                   | d. sannol. 1604        |
| 1605–1611              | Johannes Simonis Falkius (Hans Simonsson Falck) | d. 1643                |
| (1612)–(1623)          | Holgerus Sunonis Moringius                      | d. sannol. 1623        |
| (1627)–1648            | Sven Holgeri (Catonius)                         | d. 1648                |
| 1649–1650              | Christopher Hermanni Hornsched                  | d. 1681                |
| 1651–1672              | Olaus Bohlius                                   | 1614–1672              |
| 1675–1692              | Johan Wallerman                                 | 1641–1692              |
| 1692–1714              | Holger Olai Catonius                            | 1643–1716              |
| 1714–1743              | Alexander Catonius                              | 1687–1743              |
| 1744–1760              | Johan Wellin                                    | 1686–1760              |
| 1761–1767              | David Hiort                                     | 1713–1767              |
| 1770–1772              | Ingo Durenius                                   | 1713–1772              |
| 1774–1786              | Nils Starbeck                                   | 1719–1786              |
| 1789–1817              | Gustaf Adolph Reinius                           | 1740–1817              |
| 1820–1836              | Mathias Jacobson                                | 1774–1836              |
| 1838–1854              | Pehr Ahlqvist                                   | 1793–1854              |
| 1859–1861              | Johan David Rothman                             | 1804–1861              |
| 1863–1890              | Johan Israel Sabelström                         | 1810–1890              |
| 1893–1919              | Johan Magnus Lindstedt                          | 1844–1919              |
| 1919–1948              | Karl Johan Edvard Berggren                      | 1878–1948              |
| 1948–(åtminstone 1970) | Oskar Helmer Axén                               | 1907–(åtminstone 1985) |

## Klockare och organister
| Ämbetstid | Namn               | Levnadstid | Övrigt                |
| --------- | ------------------ | ---------- | --------------------- |
| 1685-1703 | Måns Jönsson       |            | Klockare              |
| 1704-1712 | Per Nilsson        |            | Klockare              |
| 1727-1751 | Nils Hagelund      |            | Klockare              |
| 1744-1759 | Mårten Törngren    |            | Organist och klockare |
| 1772-1808 | Jacob Fagersten    | 1747-      | Klockare och organist |
| 1809-1816 | Daniel Askling     | 1787-      | Kantor                |
| 1816-1823 | Alexander Törngren | 1766-      | Organist              |